# MiWAY T20 Challenge 2011/12
Die MiWAY T20 Challenge 2011/12 war die neunte Saison der südafrikanischen Twenty20-Meisterschaft im Cricket und wurde von 15. Februar bis 1. April 2012 ausgetragen. Dabei nahmen die sechs Franchises an dem Turnier teil, die auch im First-Class Cricket in Südafrika aktiv sind, sowie ein Team aus Spielern, die knapp die Franchise Auswahl verpasst hatten. Sieger waren die Titans, die sich im Finale mit 45 Runs gegen die Highveld Lions durchsetzten.

## Format
Die sechs Mannschaften spielten in einer Gruppe gegen jedes andere Team jeweils zwei Mal. Der Gruppenerste qualifizierte sich direkt für das Finale, während der Gruppenzweite und -dritte zuvor ein Halbfinale austrugen, dessen Gewinner ebenfalls ins Finale einzog.

## Gruppenphase
Tabelle
Am Ende der Saison hatte die Tabelle die folgende gestalt.
| Teams          | Sp. | S | N  | U | R | NR | A | BP | Punkte | NRR    |
| -------------- | --- | - | -- | - | - | -- | - | -- | ------ | ------ |
| Highveld Lions | 12  | 7 | 2  | 0 | 0 | 2  | 1 | 3  | 37     | +1.439 |
| Titans         | 12  | 7 | 3  | 0 | 0 | 1  | 1 | 3  | 35     | +0.400 |
| Knights        | 12  | 7 | 3  | 1 | 0 | 0  | 1 | 1  | 34     | +0.406 |
| Dolphins       | 12  | 4 | 3  | 0 | 0 | 2  | 3 | 0  | 26     | −0.192 |
| Cape Cobras    | 12  | 5 | 6  | 1 | 0 | 0  | 0 | 1  | 24     | +0.036 |
| Warriors       | 12  | 4 | 7  | 0 | 0 | 0  | 1 | 3  | 21     | −0.198 |
| Impi           | 12  | 0 | 10 | 0 | 0 | 1  | 1 | 0  | 4      | −1.709 |

## Playoffs

### Halbfinale
| 25. März Scorecard | Centurion | Knights 144-6 (20) / 19-1 (1)               | – | Titans 144-8 (20) / 6-0 (1) |
|                    |           | Unentschieden (Titans gewann im Super Over) |   |                             |

### Finale
| 7. April Scorecard | Johannesburg | Titans 187-6 (20)          | – | Highveld Lions 142 (18.5) |
|                    |              | Titans gewinnt mit 45 Runs |   |                           |